# Cecelia Wolstenholme
Cecelia Wolstenholme (Manchester, 18 maggio 1915 – Manchester, 25 ottobre 1968) è stata una nuotatrice britannica.

## Carriera
Fortemente specializzata nella rana, vinse a suo tempo la medaglia d'oro sulla distanza dei 200 metri ai campionati europei di Parigi 1931.

## Palmarès
- Europei

Parigi 1931: oro nei 200m rana.
- Giochi del Commonwealth

Hamilton 1930: oro nelle 200y rana.